# إكو (أمر)
echo أمر خاص بأنظمة تشغيل الحاسوب (دوس وأو إس/2 ومايكروسوفت ويندوز، ويونكس وأشباه يونكس). وعادة ما يستخدم في البرامج النصية وملفات الباش أو الباتش لإخراج النص إلى الشاشة أو وضعه في ملف.

## أمثلة
إخراج النص ".This is a test" إلى الشاشة:
```
$
 
echo
 
This
 
is
 
a
 
test.
This
 
is
 
a
 
test.

```

إخراج النص ".This is a test" إلى الشاشة دون الرجوع إلى السطر :
```
$
 
echo
 
-n
 
This
 
is
 
a
 
test.
This
 
is
 
a
 
test.$

```

وضع النص ".This is a test" في الملف "test.txt" ثم إخراج هذا الملف إلى الشاشة بواسطة الأمر cat:
```
$
 
echo
 
"This is a test."
>
 
./test.txt
$
 
cat
 
./test.txt
This
 
is
 
a
 
test.

```